# Sinan Keskin
Sinan Keskin (Den Haag, 13 augustus 1994) is een voormalig Nederlands-Turks profvoetballer die bij voorkeur als middenvelder speelde. Hij tekende in mei 2015 een eenjarig contract bij FC Utrecht, dat hem overnam van Ajax. Na een jaar vertrok hij bij FC Utrecht, waarna hij tevens zijn voetbalcarrière beëindigde.

## Clubcarrière

### AFC Ajax
Keskin maakte in 2011 de overstap naar de jeugdopleiding van Ajax. Op 6 juni 2012 tekende Keskin zijn eerste contract bij Ajax wat hem tot en met 30 juni 2015 verbond aan de club.
Keskin debuteerde op 27 januari 2014 voor Jong Ajax in het betaald voetbal. In de Eerste divisie wedstrijd thuis tegen FC Oss die met 2-1 werd gewonnen verving hij in de 89e minuut Dejan Meleg. Door blessureleed kwam Keskin in twee seizoenen tijd slechts tot 8 wedstrijden voor Jong Ajax. Begin mei 2015 werd bekendgemaakt dat zijn aflopende contract bij Ajax niet zou worden verlengd en hij dus transfervrij was na afloop van het seizoen.

### FC Utrecht
Op 19 mei 2015 werd bekendgemaakt dat Keskin transfervrij de overstap maakt naar FC Utrecht. Keskin tekende hier voor 1 jaar, plus een optie voor nog een seizoen. Tijdens zijn eerste seizoen bij Utrecht speelde Keskin zijn wedstrijden voor Jong Utrecht. Utrecht liet in maart 2016 weten zijn aflopende contract niet te zullen verlengen.

## Interlandcarrière

### Jeugelftallen
Door zijn dubbele nationaliteit kon Keskin uitkomen voor de jeugdelftallen van Nederland en Turkije. Hij begon zijn loopbaan als jeugdinternational voor Turkije onder 18 jaar. Met dit team speelde hij in 2012 eenmaal mee tijdens een oefenwedstrijd tegen België onder 18. Later dat jaar speelde hij nog een wedstrijd mee bij het Nederlands elftal onder 19 en kwam hij twee keer in actie voor dezelfde leeftijdscategorie bij Turkije.
| Jeugdinterlands van Sinan Keskin | Jeugdinterlands van Sinan Keskin | Jeugdinterlands van Sinan Keskin | Jeugdinterlands van Sinan Keskin | Jeugdinterlands van Sinan Keskin | Jeugdinterlands van Sinan Keskin |
| Team (№ interlands)              | Datum                            | Wedstrijd                        | Uitslag                          | Soort Wedstrijd                  | Doelpunten                       |
| Als speler bij Ajax              | Als speler bij Ajax              | Als speler bij Ajax              | Als speler bij Ajax              | Als speler bij Ajax              | Als speler bij Ajax              |
| -------------------------------- | -------------------------------- | -------------------------------- | -------------------------------- | -------------------------------- | -------------------------------- |
| Onder 18 (1.)                    | 23 februari 2012                 | Turkije - België                 | 2 – 2                            | Vriendschappelijk                |                                  |
| Onder 19 (1.)                    | 10 september 2012                | Schotland - Nederland            | 1 – 2                            | Vriendschappelijk                |                                  |
| Onder 19 (1.)                    | 16 oktober 2012                  | Litouwen - Turkije               | 1 – 0                            | UEFA Mini Toernooi               |                                  |
| Onder 19 (2.)                    | 10 november 2012                 | Servië - Turkije                 | 6 – 3                            | UEFA Mini Toernooi               |                                  |

## Carrièrestatistieken

### Beloften
| Seizoen | Club      |                    | Competitie     | Competitie | Competitie |
| Seizoen | Club      | Wed.               | Competitie     | Dlp.       |            |
| ------- | --------- | ------------------ | -------------- | ---------- | ---------- |
| 2013/14 | Jong Ajax | Vlag van Nederland | Eerste divisie | 6          | 0          |
| 2014/15 | Jong Ajax | Vlag van Nederland | Eerste divisie | 2          | 0          |
| Totaal  | Totaal    | Totaal             | Totaal         | 8          | 0          |